# Vernice molle
La vernice molle è una tecnica incisoria impiegata per ottenere un segno morbido e delicato.

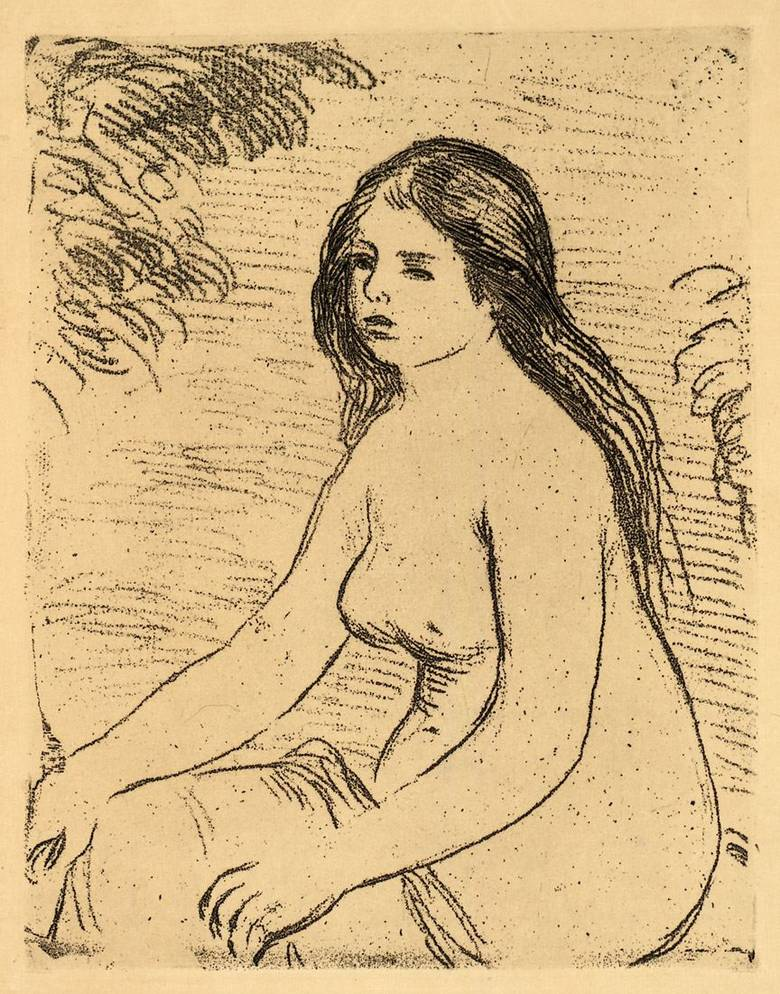
Femme nue assise, Vernice molle di Auguste Renoir; 1906

## Storia
Venne usata per la prima volta nel XVIII secolo ed in epoca contemporanea da artisti come Stanley William Hayter e Renzo Vespignani per ottenere un tratto granuloso, simile a quello della matita, del pastello o del carboncino.

## Il nome
Il nome vernice molle (o cera molle) deriva dalla vernice impiegata, che varia rispetto a quella dell'acquaforte per l'aggiunta di sego (o altro grasso) che rende la vernice fluida e appiccicosa.

## La tecnica
Per creare la matrice la lastra viene preparata con una cera che non indurisce per l'aggiunta di sego. La cera viene applicata a caldo con un tampone, ponendo la lastra su una piastra elettrica. dopo aver tirato la cera con un rullo di caucciù, la lastra viene tolta e affumicata, per fissare la vernice e per rendere meglio visibili i segni da imprimere. Viene quindi tracciato un disegno su un foglio di carta velina appoggiato sopra la lastra verniciata con il lato opaco rivolto verso la cera. Tolto il foglio sulla lastra è rimasta la traccia del disegno eseguito priva di vernice. La lastra viene quindi immersa nell'acido, che intacca soltanto le parti in cui la vernice è stata asportata. L'immersione avviene mantenendo in movimento la bacinella oppure passando un apposito pennello con delicatezza sulla matrice, perché non si formino bolle di gas nei solchi e la corrosione sia perfetta.  A questo punto la matrice è pronta e dopo la pulizia si può procedere alla sua inchiostrazione e quindi alla stampa.

## Curiosità
Questa tecnica si presta anche a usi sperimentali: alcuni artisti, infatti, imprimono sulla cera foglie, tessuti o altri materiali.

## Galleria d'immagini

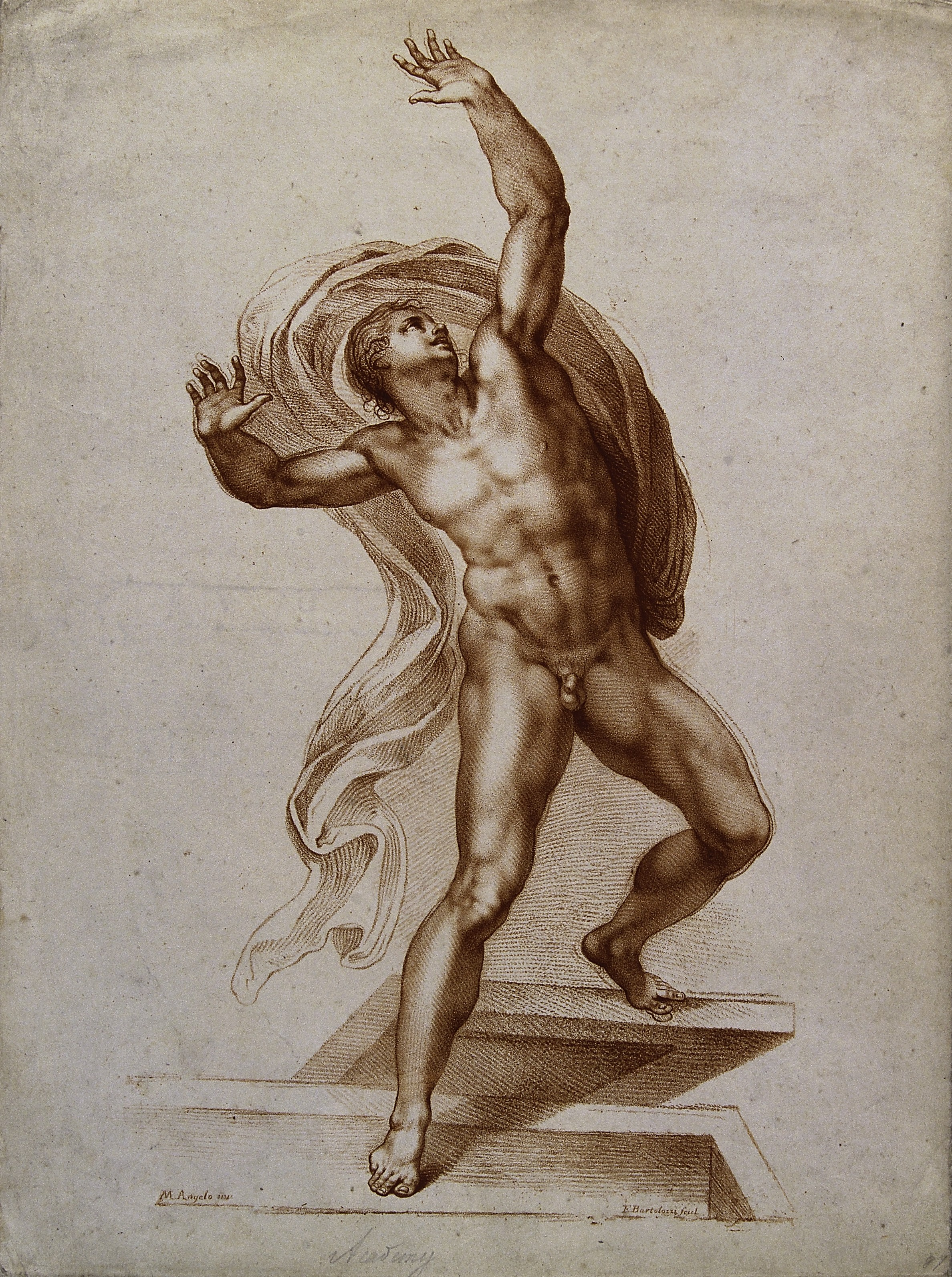
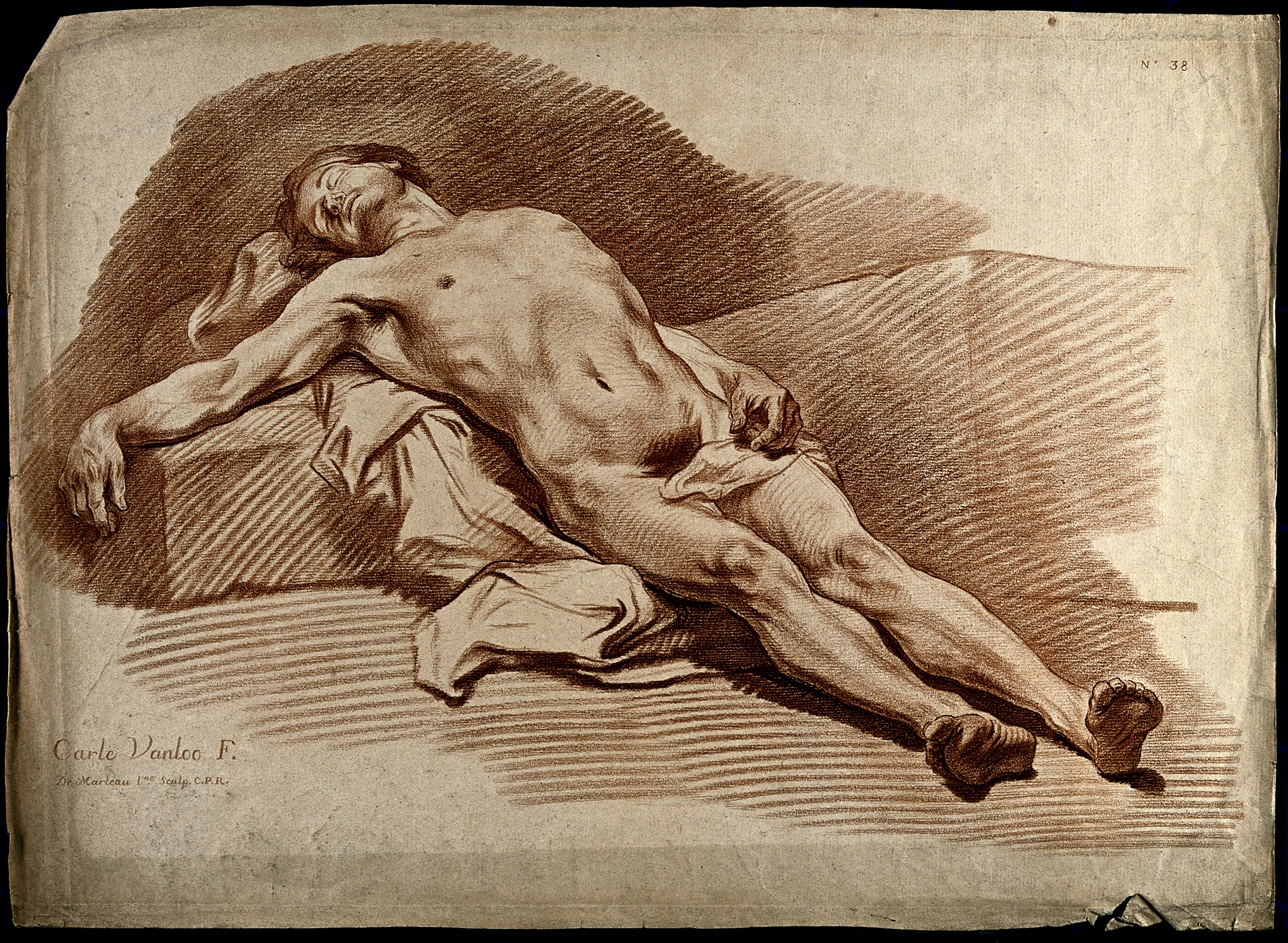
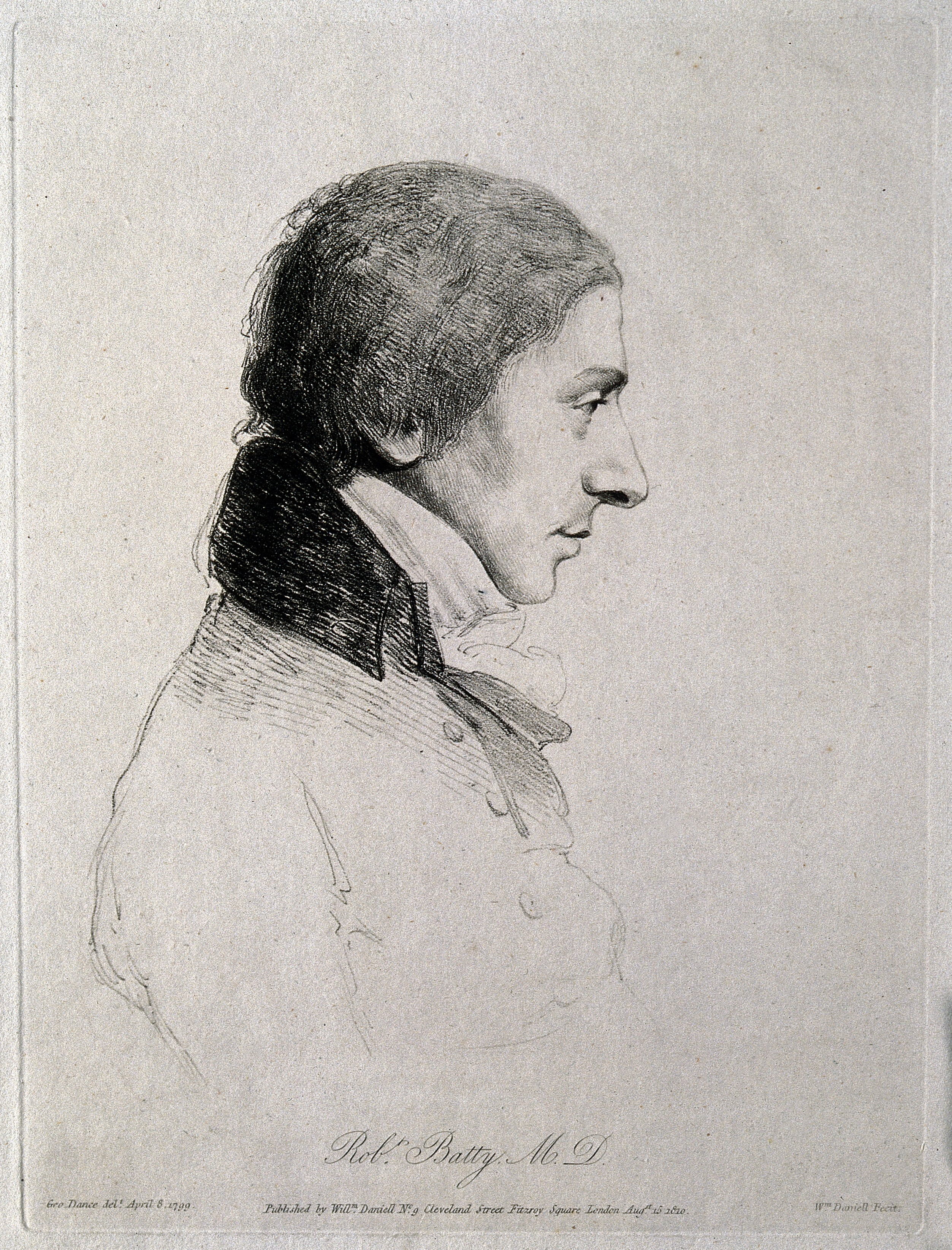
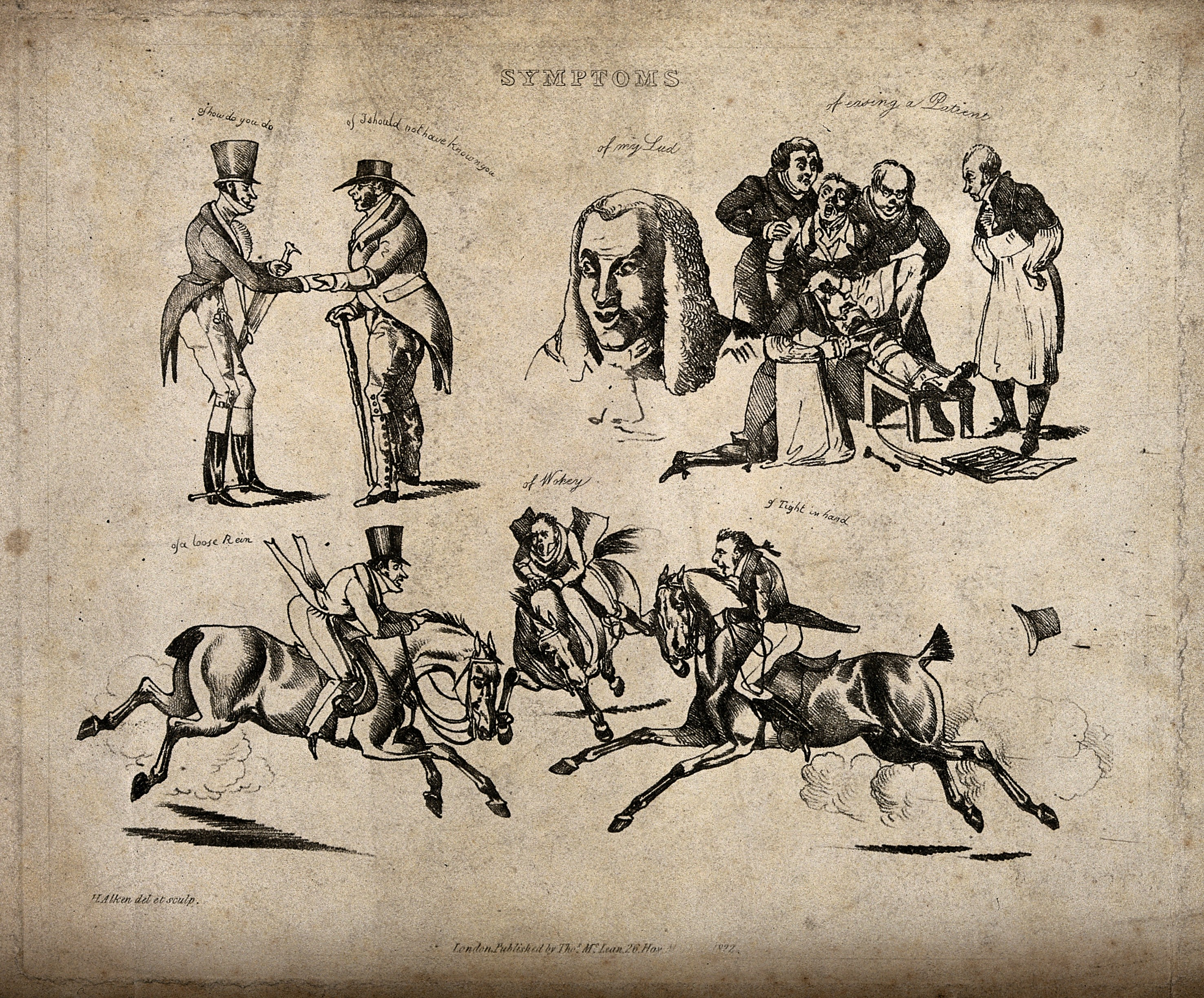
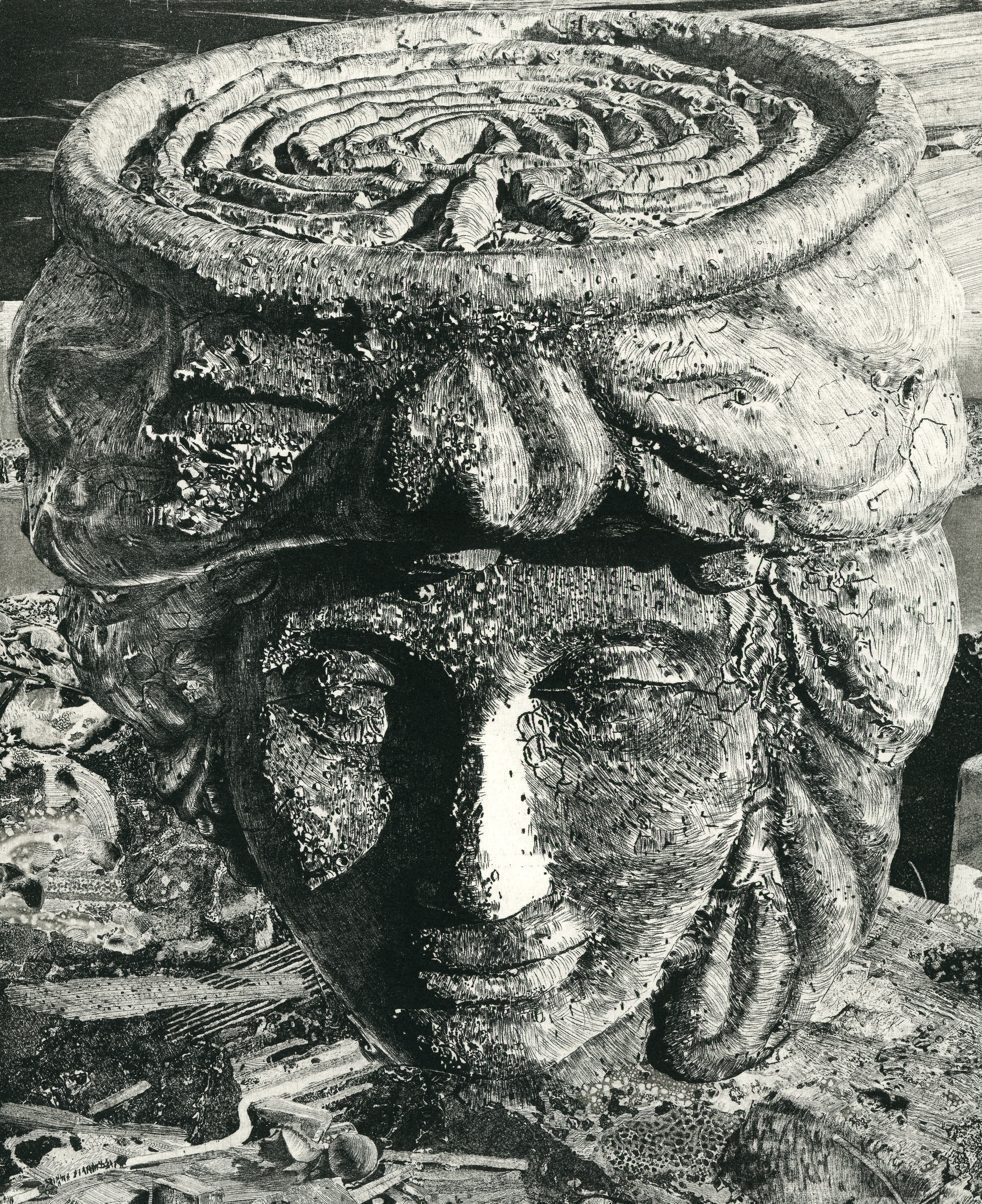